# Forte de Santo Antônio do Macapá
O Forte de Santo Antônio do Macapá localizava-se na ponta da Cascalheira, à margem esquerda do rio Amazonas, na antiga Província do Tucujus, cerca de quinze quilômetros ao sul de Macapá, no atual estado do Amapá, no Brasil. Sobre as controvérsias historiográficas acerca de sua exata localização ver SOUSA (1885:62-63).

## História
O governador e capitão-general do Estado do Maranhão, Gomes Freire de Andrade, em carta ao rei de Portugal, D. Pedro II (1667-1705), datada de 15 de outubro de 1685, informou:
"(...) a Fortaleza que se pode fazer que melhor assegure estes sertões das invasões dos estrangeiros é na terra firme, onde chamam o Torrego; sítio em que esteve outra, Inglesa, a qual tomaram as armas de V. Magde., achando-se governando este Estado [do Maranhão] Francisco Coelho de Carvalho (...)."
Em resposta, o soberano determinou, por Carta-régia de 24 de fevereiro de 1686, "(...) que faça erigir uma fortaleza sobre terra firme, no sítio chamado Torrego, onde os ingleses haviam feito uma, que nossas armas lhe haviam tomado."
Pela Carta-régia de 21 de dezembro de 1686, eram aprovadas as medidas tomadas por Gomes Freire para conter as investidas francesas a Norte da foz do rio Amazonas, determinando que este escolhesse o local para uma fortificação na margem esquerda daquele rio, bem como autorizando a construção de todas as fortificações que se fizessem necessárias, sugerindo enviar o Engenheiro do Estado do Pará para fazer todos os desenhos e demarcações requeridos. Essas ordens foram reiteradas ao seu sucessor, Artur de Sá de Menezes, até que finalmente, o Capitão-mor da Capitania do Pará, Antônio de Albuquerque Coelho de Carvalho, fez erguer um forte, a partir de abril de 1688, sobre as ruínas do antigo Forte português de Cumaú (SOUSA, 1885:34; GARRIDO, 1940:26). A sua planta é atribuída ao missionário jesuíta e matemático Aluízio Conrado Pfeill, e, sob a invocação de Santo Antônio, foi denominado de Forte de Santo Antônio do Macapá.
Em 1695, o Capitão Pedro de Azevedo Carneiro apresentou uma detalhada exposição sobre a defesa do vale amazônico, dedicando as seguintes linhas ao Forte de Macapá, ilustrativas do cotidiano das fortificações amazônicas à época colonial:
"A fortaleza de Cumaú ficou acabada, e guarnecida com quatro peças de artilharia, e com seu fosso, eu a fiz em mui boa forma, e largas defesas, assim para o mar [o rio] como para a terra com um polígono de novo invento, (porém fortificada ao moderno pelo método Lusitano), acomodado ao sítio, mas necessita de um cais de pedra ensossa [sic] que deve ser junto à barreira sobre que está fundada a dita fortaleza aonde o mar [o rio] bate com veemência, e se não tiver este reparo, com facilidade pelo tempo adiante poderá ir comendo a barreira e cair a fortaleza, ao que eu já tinha dado princípio, e junta lá quantidade de pedra, o que deve Sua Majestade mandar se continue logo.
Esta fortaleza há mister 16 peças de artilharia de [calibres] 12, 8 e 6, com que lá estão 4 peças de 6, e podem ir seis de 8, e seis de 12, e juntamente grande guarnição, e de um famoso cabo experimentado, porque está exposta às invasões dos estrangeiros, e este Cabo composto de Capitão-mór com seu Capitão-tenente com quarenta soldados veteranos, que sejam mudados de ano a ano da Infantaria do Pará: neste sítio se pode fazer uma povoação havendo cuidado de o limpar assim o que está roçado, como o que for necessário roçar ao redor lançando-lhe gado vacum, porque preserva do mal a que aquele sítio é sujeito, e deve encarregar Sua Majestade ao Capitão-mór dela que mande fazer roças para mantimento dos soldados, e plantar-lhe frutos da terra porque com esta agricultura devertem os soldados a lembrança da cidade, matam-lhe a fome, repara os excessivos gastos que S. Majestade faz em conduzir os mantimentos, e estes tardam de maneira que obriga ao Cabo a mandar a maior parte dos soldados a matar a fome pelas aldeias circunvizinhas, e fica a fortaleza quase desamparada pela falta que tem de farinhas; como sucede em uma ocasião, que indo eu visitar as fortalezas do Cabo do Norte, e juntamente levar a muda dos soldados às ditas fortalezas, encontrei com o aviso, em que o dito Governador de Caiena Monsieur Ferrole sendo partido do forte de Araguary para a fortaleza de Cumaú sem se lhe saber o intento, e em tempo que a fortaleza estava com bem pouca gente pela razão referida, e sem defesa, ao que eu acudi com toda a brevidade a ter-lhe ao encontro fornecendo-me na aldeia mais próxima de mantimentos gente e mais munições à minha custa: com que lhe não dei lugar a conseguir o seu intento, e como bem consta a S. Majestade, ao que deve o dito Senhor acudir remediando este grande mal na forma sobredita, e havendo estes mantimentos na terra dará cobiça aos que a quiserem habitar, donde se pode fazer uma boa povoação, e tem capacidade para o surgidouro dos Navios pelo eu ter sondado, e tem vinte e três braças de fundo.
Mas para que esta fortaleza domine mais largamente e defenda aquele rio, pois fica em uma enseada, que com uma ilha que lhe está fronteira forma uma baía a qual lhe serve de molhe para poderem estar quantidade de Navios amparados, e esta entrada se pode defender da fortaleza, fazendo-se um fortim na ponta desta ilha, donde forma uma península que parece foi cortada de natureza para este ministério, o qual pode servir com a fortaleza para defesa daquela barra e juntamente de vigia para descobrir todo o gênero de embarcação que entrar e sair por aquela parte do rio das Amazonas, que terá seis léguas de largo; e a boca desta barra experimentei eu atirando com uma peça de 6 com bala; foi dar ao pé da dita península, cuja distância será perto de dois mil pés de largo, e desta ilha é mais sadia que o sítio da fortaleza; também o sítio de Gurupá foi mais doentio e hoje serve de convalescença aos enfermos que adoecem em qualquer outra parte do Rio das Amazonas.
E para conservação dessa fortaleza e seus habitantes deve Sua Majestade mandar descer duas aldeias [de índios] obrigadas ao serviço da dita fortaleza, para que com os Índios, se façam as lavouras e servirem aos moradores por seu pagamento; e à fortaleza pescando, e caçando para a Infantaria, e mormente para remarem as canoas do que for necessário para a dita fortaleza, e aviso, que sem os ditos Índios é impossível conservá-la; como todas as mais que estão feitas, e se devem fazer pois é muito preciso que cada uma tenha uma aldeia próximo, como tem a do Gurupá, e Paru, porque é muito grande detrimento andar tirando Índios por várias aldeias para irem assistir aquelas fortalezas, com muito discômodo seu e das fortalezas, e dispêndio, da fazenda de Sua Majestade como até agora se tem feito, e será muito fácil o descer as ditas aldeias dos sertões circunvizinhos."
Em 31 de maio de 1697, esta fortificação do Macapá foi invadida por tropas francesas sob o comando do Marquês de Ferroles, governador da Guiana Francesa (GARRIDO, 1940:26), que poucos dias antes haviam conquistado e arrasado o Forte do Araguari. O forte do Macapá encontrava-se sob o comando do capitão Manoel Pestana de Vasconcelos, que o entregou sem ter disparado um só tiro (OLIVEIRA, 1968:749) O Marquês de Ferroles retornou a Caiena, deixando, no forte conquistado em Macapá, uma guarnição de quarenta e três homens (GARRIDO, 1940:26). Poucos dias depois, o Capitão-mor da Capitania do Pará e Maranhão, Antônio de Albuquerque Coelho de Carvalho, então no Forte de Gurupá, organizou um corpo de cento e sessenta soldados reforçado por cento e cinquenta indígenas, sob o comando de Francisco de Sousa Fundão, que auxiliado pelas forças de José Muniz de Mendonça Furtado, retomaram a praça a 11 de junho de 1697 (SOUSA, 1885:34; 6 de novembro de 1797 cf. GARRIDO, 1940:26; 28 de junho de 1697 cf. BARRETTO, 1958:47).
O Art. 1º do Tratado Provisional e Suspensivo (Lisboa, 4 de março de 1700), entre Portugal e a França, estipulava a demolição do Forte do Macapá e a do Forte do Araguari, e a retirada de tudo o que neles houvesse. Embora jamais cumprida formalmente pela Coroa portuguesa, em virtude de instruções secretas transmitidas ao Governador e Capitão-mor da Capitania do Pará e Maranhão, Fernão Carrilho (GARRIDO, 1940:26), essa determinação foi posteriormente revogada pelo Tratado de Utrecht de 1713:
"S.M.P. [Sua Magestade Portuguesa] poderá reedificar os Fortes de Araguary e Camaú ou Passapá, e os mais que foram demolidos em execução do Tratado Provisional feito em Lisboa aos 4 de março de 1700, (...) o qual T. Provisional em virtude deste, fica nulo." (Art. IX do Tratado de Utrecht de 1713. in: GUEDES, João Alfredo Libânio. História Administrativa do Brasil (vol. 4). Rio de Janeiro: DASP, 1962. p. 157 e 161. apud GASMAN, 1976:73)
Embora a fortificação do Macapá não tenha sido arrasada, também não foi reparada, apesar de ter sido nomeado como seu comandante o Sargento-mor João Velho de Azevedo, com esse encargo. (OLIVEIRA, 1968:750)
Este forte foi substituído provisoriamente por um Reduto de faxina (Reduto do Macapá, 1738), um forte (Forte do Macapá, 1761), e posteriormente, em definitivo, pela Fortaleza de São José do Macapá (1764).
Em 1765 ainda existiam as ruínas deste forte, conforme assinalado na "Planta e Perfil da Fortalexa arruinada denominada antigamente do Camaú, e situada em distância de duas léguas e meia da Praça de Macapá, e duzentas braças do rio Matapi, de forma que em se acha neste presente ano de 1765" (ADONIAS, 1963. apud OLIVEIRA, 1968:750)